# ウィーンフィル・ニューイヤーコンサート2019
ウィーンフィル・ニューイヤーコンサート2019(ドイツ語: Neujahrskonzert der Wiener Philharmoniker 2019)は、ウィーン・フィルハーモニー管弦楽団による2019年のニューイヤー・コンサート。指揮者はクリスティアン・ティーレマンが務めた(初登場)。

## 特色
初登場の作曲家はいないが、カール・ミヒャエル・ツィーラーの「シェーンフェルト行進曲」等がニューイヤーコンサートに初登場した。
また、2019年は、日本オーストリア友好150周年の節目に当たる年であるため、ヨーゼフ・シュトラウスの「トランスアクツィオン」が演奏された。

## 演奏曲目
「*」印の5曲は初登場作品。

### 第一部
- 「シェーンフェルト行進曲」Op.422 * (カール・ミヒャエル・ツィーラー)
- ワルツ「トランスアクツィオン」Op.184 (ヨーゼフ・シュトラウス)
- 「妖精の踊り」 (ヨーゼフ・ヘルメスベルガー2世)
- ポルカ・シュネル「特急ポルカ」Op.311 * (ヨハン・シュトラウス2世)
- ワルツ「北海の絵」Op.390 (ヨハン・シュトラウス2世)
- ポルカ・シュネル(ギャロップ)「速達郵便で」Op.259 (エドゥアルト・シュトラウス1世)

### 第二部
- 喜歌劇『ジプシー男爵』序曲 (ヨハン・シュトラウス2世)
- ポルカ・フランセーズ「踊り子」Op.227 (ヨーゼフ・シュトラウス)
- ワルツ「芸術家の生活」Op.316 (ヨハン・シュトラウス2世)
- ポルカ・シュネル「インドの舞姫」Op.351 (ヨハン・シュトラウス2世)
- ポルカ・フランセーズ「オペラ座の夜会」Op.162 * (エドゥアルト・シュトラウス1世)
- 歌劇『騎士パースマーン』の動機による「エヴァ・ワルツ」 * (ヨハン・シュトラウス2世)
- 歌劇『騎士パースマーン』より「チャールダーシュ」Op.441(ヨハン・シュトラウス2世)
- 「エジプト行進曲」Op.335 (ヨハン・シュトラウス2世)
- 「幕間のワルツ」 * (ヨーゼフ・ヘルメスベルガー2世)
- ポルカ・マズルカ「女性賛美」Op.315 (ヨハン・シュトラウス2世)
- ワルツ「天体の音楽」Op.235 (ヨーゼフ・シュトラウス)

### アンコール
- ポルカ・シュネル「突進」Op.348 (ヨハン・シュトラウス2世)
- ワルツ「美しく青きドナウ」Op.314 (ヨハン・シュトラウス2世)
- 「ラデツキー行進曲」Op.228 (ヨハン・シュトラウス1世)